# U Can't Touch This

U Can't Touch This est une chanson du rappeur américain MC Hammer sortie le 13 janvier 1990. Il s'agit d'une reprise du single Super Freak de Rick James.
MC Hammer est resté dans la mémoire collective avec son hymne « STOP, Hammer Time! » qui apparaît dans cette chanson.
Il est également connu pour sa reprise de Work avec Rihanna et Justin Bieber.

## Dans la culture
- Cette chanson a été reprise dans la série Glee, saison 1 épisode 17[1].
- Un extrait de la chanson est utilisé dans la vidéo Evolution of Dance[2].
- Un extrait de la chanson est utilisé dans une des publicités de la marque Swatch[3].
- Dans Dead Island, le succès Can't touch this consiste à tuer 15 infectés à la suite, au marteau, sans subir de dégâts[4],[5].
- La chanson est également utilisée dans le neuvième épisode de la saison 6 de la série Skins[6].
- Un extrait de la chanson est utilisé dans le film Charlie's Angels 2[7].
- Dans l’épisode Bart devient célèbre des Simpsons, Bart parodie la chanson en J'ai rien fait[8].
- Un extrait est utilisé dans le film Into the Wild[9].
- La chanson a été parodiée par Weird al Yankovic dans l'album Off the deep end sous le titre I Can't Watch This[10].
- La chanson a été parodiée par le rappeur français Disiz dans sa chanson Ultra Bogoss sorti en 2006.